# 蒼青のミラージュ
『蒼青のミラージュ』（そうせいのミラージュ、Mirage of Steelblue）は、Moe Fantasy日本法人により開発・運営されていたスマートフォン向けゲームアプリ。サービス期間は2018年9月8日 - 2020年3月15日。ジャンルはシミュレーションRPG。公式の略称は「ソノミラ」。

## ゲーム概要
2014年に中国で前身の『戦艦少女』がリリースされて以来、4年にわたり同国内の艦船擬人化ジャンルを牽引している『戦艦少女R』のスピンオフ作品。『戦艦少女R』の開発・運営を行っているのは中国の上海幻萌網絡科技有限公司（Moe Fantasy）であるが、本作ではMoe Fantasyの日本法人が企画・開発を主導している。2018年7月11日から18日にかけてクローズドβテストを実施し、9月8日にiOSとAndroidでリリースされた。
登場キャラクターの大半は『戦艦少女R』と共通しているが、史実上は未成艦となった伊吹を始め本作が初出となる艦船も存在する。『戦艦少女R』とのゲームシステム以外の相違点として近未来を舞台にした世界観とストーリー性の拡充が挙げられており、新任の提督となったプレイヤーとゲームオリジナルの特IV型駆逐艦・夏霧（なつきり）を中心にストーリーが展開する。
2020年3月15日をもってサービスを終了した。

## 登場艦船・キャスト
夏霧（特Ⅳ型駆逐艦） 声 - 種﨑敦美
フッド（フッド級巡洋戦艦 ）声 - 早見沙織
第一艦隊旗艦 兼 人事計画責任者。
親切で温和な性格とコミュニケーション能力の高さから、対人能力に優れている。第一艦隊で問題が少ないのは彼女による所が大きい。また思慮深く、相手の思うところを察して思いやることができる人格者。
　
仁淀（大淀型軽巡洋艦 ）声 - 鬼頭明里
第一艦隊参謀 兼　小型艦訓練教官。　
第一艦隊参謀の他に小型艦の教官も兼任しており、優しく指導するために駆逐艦の子供たちから非常に人気がある。
作戦などの戦略を立てる能力に関しては他の参謀には及ばないが、戦場の流れを読むことに長け、その場の臨機応変な対応は得意である。
ビスマルク（ビスマルク級戦艦 ）声 - 石川由依
第二艦隊旗艦。
元第一艦隊指揮官が全艦隊の指揮をするまで、第二艦隊旗艦として前線を指示し、時には自らも戦い支え続けた。第二艦隊をネオフォースの誇り、自らの誇りと考え、自他ともに厳しく取りまとめている。
アルザス（アルザス級戦艦）声 - ???
第二艦隊参謀 兼 戦術実技教官
伊吹（改鈴谷型重巡洋艦）声 - ???
第三艦隊旗艦  兼 安全保障部長官
クラウゼビィッツ（O級巡洋戦艦 ）声 - 沼倉愛美
第三艦隊参謀 兼 作戦計画責任者
外交で不在が多い旗艦伊吹に代わり、第三艦隊を任されている。また、作戦計画をまとめる仕事も担っている。
彼女自身は柔軟に立ち回れていると思っているが、伊吹にまだ融通が利かないと言われている。
ミズーリ（アイオワ級戦艦 ）声 - ???
第四艦隊旗艦 兼 情報部長官
ネルソン（ネルソン級戦艦 ）声 - 大地葉
第四艦隊参謀。
第四艦隊参謀として所属し、旗艦ミズーリが不在の際に変人艦隊をまとめることができる、ほぼ唯一の人物。
第四艦隊の仕事をしっかりとこなす真面目な彼女だが、戦闘では自ら率先して先陣を切る、勇敢な一面もある。
カボット（エセックス級航空母艦 ）声 - 櫻井浩美
第一～第四のどの艦隊にも未所属のため、特例として司令部直属となっている。いずれ艦隊配属になるだろうとの噂があったが、未だそのような動きは見られていない。
現在、安全保障部の一員として単独で活動している。

## 声優
主にレアリティが４と５のキャラクターのみボイスが設定されている。
| 声優名       | 配役                       |
| ------------ | -------------------------- |
| 淺川悠       | 大鳳                       |
| 筏井かなえ   | プリンス・オブ・ウェールズ |
| 伊藤あすか   | アトランタ                 |
| 大和田仁美   | ド・グラース               |
| 石川由依     | ビスマルク                 |
| 石見舞菜香   | ル・ファンタスク           |
| 柏木美優     | クインシー                 |
| 鬼頭明里     | 仁淀                       |
| 櫻井浩美     | カボット                   |
| 鈴木絵理     | 夕張                       |
| 大地葉       | ネルソン                   |
| 種﨑敦美     | 夏霧                       |
| 白壁爽子     | ロドニー                   |
| 長縄まりあ   | 島風                       |
| 中村繪里子   | クインシー                 |
| 名塚佳織     | ライオン                   |
| 沼倉愛美     | クラウゼビィッツ           |
| 早見沙織     | フッド                     |
| ひなたたまり | リシュリュー               |
| 福原綾香     | 信濃                       |
| 山本希望     | デモイン                   |
| 山根希美     | レプライザル               |
| 横田彩       | ティルピッツ               |
| 吉岡香織     | シグスビー                 |